# بامبو (أوراق التدخين)
بامبو هي علامة تجارية لورق لف السجائر تبيعها شركة Bambu Sales Inc. في نيويورك، نيويورك.
الشركة تكتب أن بامبو بدأ في إسبانيا عام 1764، الورق التي تبيعه لا يزال مصنوعا في ذلك البلد، بواسطة Miguel y Costas & Miguel، S.A. [2] وإنها تقدم عددًا من أحجام الورق - العادي، الكبير، ونصف إضافي، والعرض المزدوج - وخط من أوراق القنب النقية المعبأة في الأرجنتين والمصنوعة في إسبانيا.

## التأثير الثقافي
أصبحت علامة "بامبو" مرجعًا في ثقافة البوب خلال فترة السبعينيات مع إصدار ألبوم " Cheech و"Chong Big Bambu". منذ ذلك الحين، ظهرت في العديد من الإشارات الموسيقية الأخرى في ثقافة البوب عن طريق فنانين مثل "The Notorious B.I.G".، "Method Man"، "A Tribe Called Quest"، وغيرهم وفي الأوقات الأخيرة، ظهرت "بامبو" على غلاف كتاب بعنوان "Pot Culture" وتم تسمية الألبوم الثاني لدينيس ويلسون بعنوان "بامبو" نسبةً إلى أوراق التدخين، وتم إصداره مع ألبوم " Pacific  Blue " في عام 2008.